# جيمس وارد (رسام)
جيمس وارد (بالإنجليزية: James Ward)‏ (و. 1769 – 1859 م) هو رسام"WARD, James (1769 - 1859), Painter, watercolourist, draughtsman, engraver : Benezit Dictionary of Artists - oi". قاموس بينيزيت للفنانين. 2006. ISBN:978-0-19-977378-7. مؤرشف من الأصل في 2019-04-11. اطلع عليه بتاريخ 2018-08-05."Ontdek lithograaf, mezzotint-kunstenaar, schilder James Ward (1769-1859)". فنانو معهد هولندا لتاريخ الفن. مؤرشف من الأصل في 2019-04-11. اطلع عليه بتاريخ 2018-08-05."Ward, James (1769-1859) Painter and Engraver". مؤرشف من الأصل في 2018-12-30. اطلع عليه بتاريخ 2018-08-05."Ward, James (1769-1859)". Bibliographic Agency for Higher Education. مؤرشف من الأصل في 2019-07-16. اطلع عليه بتاريخ 2018-08-05.، ونقاش، وفنان"James Ward - Person - National Portrait Gallery". مؤرشف من الأصل في 2018-12-30. اطلع عليه بتاريخ 2018-08-05."Ward, James, 1769-1859 - Social Networks and Archival Context". الشبكات الاجتماعية وسياق الأرشيف. مؤرشف من الأصل في 2019-07-16. اطلع عليه بتاريخ 2018-08-05.، وportraitist ‏، ونقاش، ورسام حيوانات ‏، وكاريكاتيري، وراسم، ورسام مائي، وCopyist ‏، وطباع حجري من المملكة المتحدة لبريطانيا العظمى وأيرلندا، والمملكة المتحدة، وإنجلترا، ولد في لندن، وكان عضوًا في الأكاديمية الملكية للفنون، توفي عن عمر يناهز 90 عاماً.

## روابط خارجية
- جيمس وارد على موقع ديسكوغز (الإنجليزية)